# Ituräa

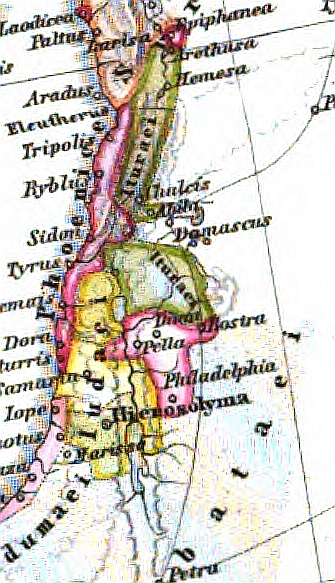
Ituräa (grün umrandet)

Ituräa (altgriechisch Ἰτουραία, lateinisch Ituraea) bezeichnete in der Antike eine Landschaft im Norden Palästinas. Sie umfasste den Libanon, den Antilibanon und die zwischen diesen liegende Ebene von Massyas mit der Stadt Chalkis.
Benannt ist die Landschaft nach dem Stamm der Ituräer (Ἰτουραῖοι), einem arabischen Nomadenvolk, das mit dem in Gen 25,15  und 1 Chr 1,31  erwähnten Volk der Jetur identifiziert wird. Die Römer kannten die Ituräer als räuberisches Volk. Ihre Krieger waren aber als Bogenschützen geschätzt.
In Lk 3,1  wird ein Philippus als Tetrarch von Ituräa benannt.

## Römische Auxiliareinheiten
In der röm. Kaiserzeit wurden die folgenden Auxiliareinheiten auf dem Gebiet von Ituräa rekrutiert:
- Ala I Augusta Ituraeorum

- Cohors I Augusta Ituraeorum
- Cohors I Ituraeorum (Mauretania Tingitana)
- Cohors I Ituraeorum (Syria)
- Cohors I Ituraeorum (Thracia)
- Cohors II Ituraeorum
- Cohors III Ituraeorum